# Antoni Brzozowski (kulturysta)

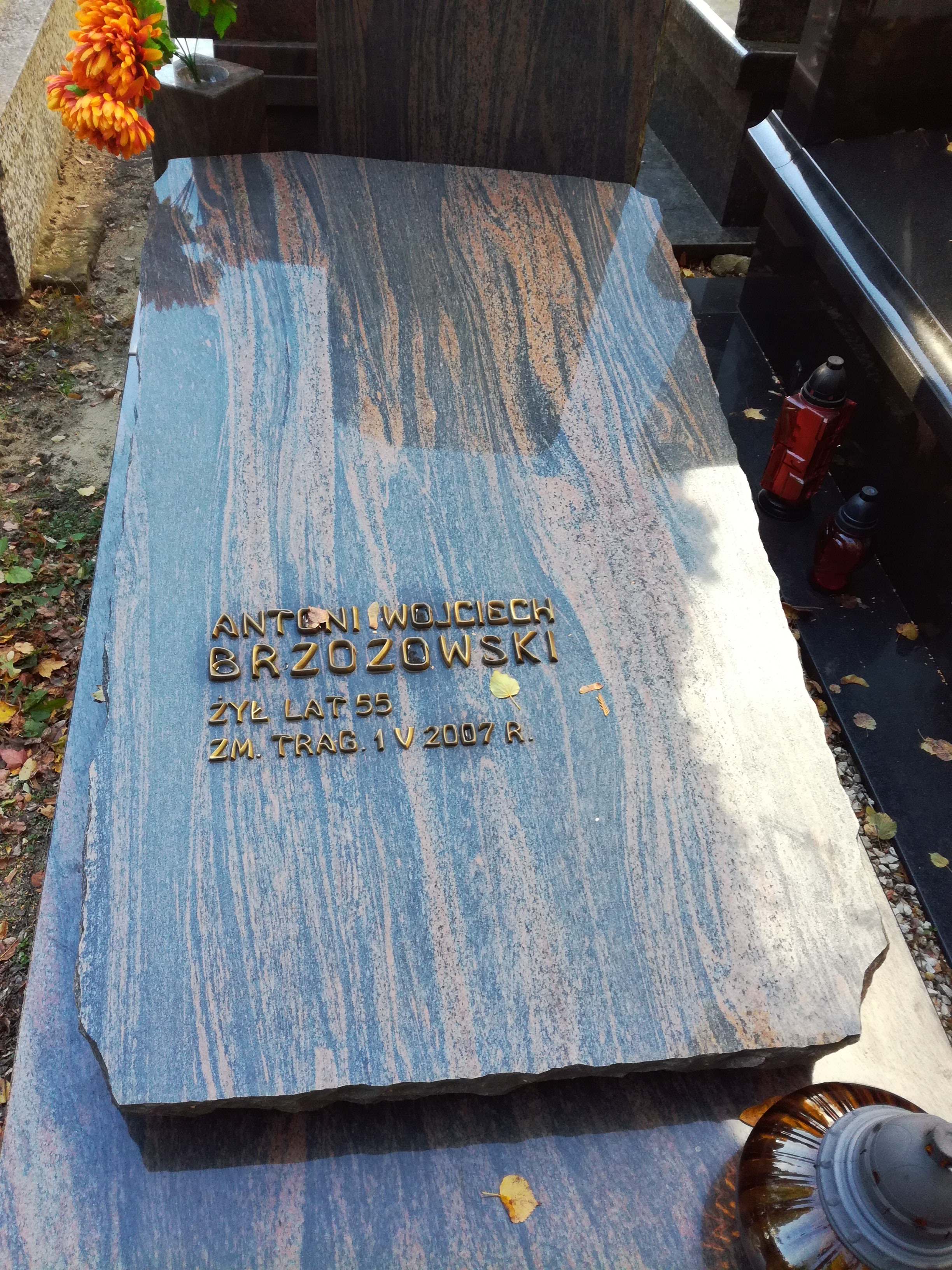
Grób Antoniego Brzozowskiego na cmentarzu Bródnowskim

Antoni Brzozowski (ur. 1952 w Mińsku Mazowieckim, zm. 1 maja 2007 w Warszawie) – polski sztangista i kulturysta.
Po raz pierwszy zetknął się ze sportem, mając 14 lat, gdy zaczął trenować bieg sprinterski na stadionie w Mińsku Mazowieckim. Trenerzy pokładali w nim duże nadzieje, licząc, że z czasem zostanie wybitnym polskim sprinterem. Nie doszło do tego, ponieważ zetknął się z sekcją ciężarową działającą przy mińskiej filii LZS Ciechanów. Po dwóch latach ćwiczeń ze sztangą zainteresował się kulturystyką, mając 16 lat rozpoczął ćwiczenia w warszawskim klubie sportowym Herkules. W młodym wieku uzyskał uprawnienia instruktora kulturystyki i podnoszenia ciężarów. Był sztangistą w klubie sportowym Reduta, a równocześnie pracował tam jako instruktor. Kolejną dyscypliną, która zafascynowała młodego sportowa był trójbój siłowy. W 1980 został mistrzem Polski w tej dyscyplinie, ustanowił też polski rekord w wyciskaniu leżąc (152,5 kg). Od 1982 aż do śmierci był związany z klubem sportowym Błyskawica, gdzie zarówno ćwiczył, jak i trenował. Pod koniec lat 80. XX wieku ukończył studia na AWF, broniąc pracy magisterskiej z metodyki treningu w kulturystyce. Zginął tragicznie 1 maja 2007. Pochowany na cmentarzu Bródnowskim w Warszawie (kw. 5A-3-7).